# L'Hirondelle (album de Gilles Servat)
Albums de Gilles Servat
Ki Du
(1973) La Liberté brille dans la nuit
(1975)
L’Hirondelle est le troisième album studio de Gilles Servat, paru en 1974 chez Kalondour. Ce 33 tours n’a jamais été réédité en CD. 

## Description des chansons
Gwerz Victor C'hara est un hommage à Victor Jara, chanteur, auteur et compositeur populaire chilien torturé et assassiné lors du coup d’état militaire du 11 septembre 1973. André-Georges Hamon commente la gwerz de Gilles Servat dans son livre Chantre de toutes les Bretagnes : « Nous vibrons intensément à la mort de Victor Jarra. Gilles Servat promène sa lucidité à hauteur de sensibilité et l'aventure prend dans sa bouche une ampleur exceptionnelle. Au-delà de l'anecdote, c'est l'homme qui est tiré de son néant. ».
Je dors ce soir en Bretagne évoque l’anecdote de son retour en Bretagne alors qu'il devait dormir à l'hôtel dans le cadre d'une tournée parisienne. Il est rentré chez lui à Nantes vers 5 heures du matin, en écrivant la chanson dans sa voiture.

## Titres de l'album
1. L'Hirondelle (Gilles Servat) - 2:45
2. Traon an Dour (Gilles Servat) - 1:55
3. Le Tango Des Curés (Gilles Servat) - 3:37
4. La Terre Des Morts (Gilles Servat) - 4:22
5. Mille Soldats d'Argile (Gilles Servat) - 2:36
6. Gwerz Victor C'hara (Gilles Servat) - 4:14
7. Je Dors En Bretagne Ce Soir (Gilles Servat) - 3:30
8. La Tour Eiffel (Gilles Servat) - 1:58
9. Crachat (Gilles Servat) - 1:22
10. Le Pays Basque ( Gilles Servat) - 2:05
11. Litanies Pour l'An 2000 ( Gilles Servat) - 3:24
12. Désertion ( Gilles Servat) - 2:34